# 국혜정
국혜정(鞠蕙汀, 1972년 9월 9일 ~ )은 대한민국 KBS의 아나운서이자 KBS의 베테랑 앵커이다.

## 학력
- 이화여자대학교 사범대학 유아교육학과 학사
- 서강대학교 언론대학원 언론학 석사

## 경력
- 1997년: KBS 공채 25기 아나운서
- KBS 아나운서실 한국어연구사업팀장

## 진행

### TV
- 1998년: KBS 2TV KBS 뉴스(2TV) (22:15) (1998년 12월 21일) 진행
- 1998년 10월 12일 ~ 2000년 4월 29일: KBS 뉴스 (08:40) (KBS 2TV) 진행
- 1998년 10월 12일 ~ 1999년 4월 30일, 1999년 10월 18일 ~ 2000년 4월 28일: KBS 1TV 6시 내고향 진행
- 2001년: 신토불이 정보마당 진행
- 1998년: KBS 뉴스 (08:40) (KBS 2TV) 진행
- 2001년 11월 5일 ~ 2003년 6월 21일: KBS 1TV KBS 뉴스광장 진행
- 2003년 6월 23일 ~ 2006년 3월 31일, 2009년 12월 28일 ~ 12월 31일: KBS 1TV KBS 뉴스네트워크 진행
- 2003년 10월 4일 ~ 2006년 4월 22일: KBS 1TV TV 비평 시청자 데스크 진행
- 2007년 1월 8일 ~ 4월 27일: KBS 1TV KBS 뉴스 (1600) 진행
- 2007년 4월 30일 ~ 2008년 3월 28일: KBS 1TV KBS 오늘의 경제 진행
- 2009년 4월 25일 ~ 2011년 1월 15일: KBS 1TV 국악 한마당 진행
- 2011년 1월 3일 ~ 2012년 11월 2일: KBS 1TV KBS 930 뉴스 진행
- 2017년 4월 10일 ~ 2018년 6월 15일: KBS 1TV 4시 뉴스집중 진행
- 2019년 5월 13일 ~ 5월 17일: KBS 1TV KBS 뉴스 5 임시진행
- 2020년 7월 27일 ~ 7월 31일 : KBS 1TV KBS 뉴스 2 임시진행
- 2025년 3월 10일 ~ 현재: KBS 1TV KBS 뉴스 930 진행

### 라디오
- 2000년 일요일 저녁입니다 진행

## 가족 관계
- 아버지 국창근: 15대 국회의원
- 배우자: 조성원